# Autovía de la Costa de la Luz

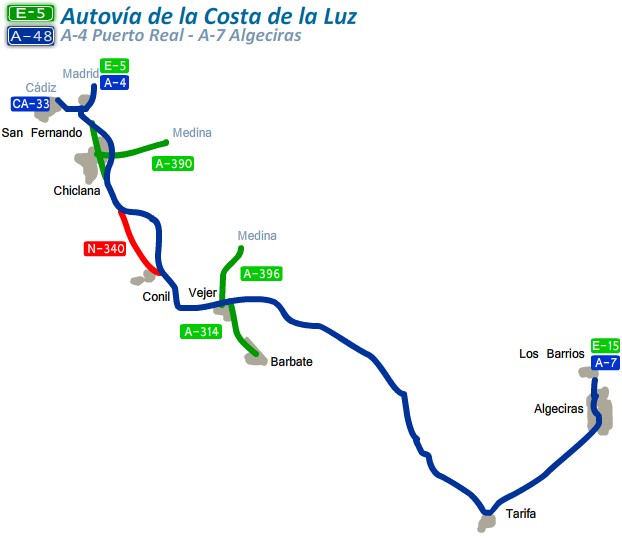
Itinerario de la autovía A-48

La autovía de la Costa de la Luz o A-48 es una autovía que discurre junto a la antigua N-340 (Cádiz – Barcelona) a su paso por la provincia de Cádiz, hasta llegar a Algeciras, donde concluye y empieza el itinerario de la A-7 hasta Barcelona.

## Trazado
Define un nuevo camino que comunica Algeciras con Tarifa en vez de usar la senda del histórico sendero de "La Trocha".

## Estado
En la actualidad, de la A-48 están en servicio el primer tramo (Tres Caminos a Chiclana de la Frontera) construido sobre la antigua N-340 y recientemente ampliado a tres carriles por sentido, y el segundo (Chiclana de la Frontera hasta el cruce de Caños de Meca en Vejer de la Frontera).
Con 10 años de retraso se inauguraron los 20 kilómetros entre Chiclana y Conil, el día 27 de junio de 2006, con una inversión de 66 millones de euros.
El tramo de Conil a Vejer se inauguró el 29 de enero de 2007, tiene 10 kilómetros y tuvo un coste de 32,6 millones de euros.

## Futuro
Hasta hace poco tiempo, la N-340 había sido la carretera más utilizada para los viajes a Cádiz desde el litoral andaluz mediterráneo y desde la Bahía de Algeciras, hasta que se concluyó la A-381 (Autovía Jerez-Los Barrios).
Desde entonces, es habitual que los automovilistas que se dirijan a Cádiz usen la A-381 (popularmente conocida como la Ruta del Toro) hasta Jerez de la Frontera para enlazar con la A-390 o la A-408 y realizar todo el recorrido.
El Ministerio de Transportes, Movilidad y Agenda Urbana estimó la finalización de los 75 kilómetros de autovía para el año 2016, lo cual no ha cumplido.

## Tramos
| Denominación | Tramo | Kilómetros | Año servicio / Estado (2025)                                         |
| ------------ | --- | ---------- | -------------------------------------------------------------------- |
| E-5 A-48     | Tres Caminos CA-33 A-4 - Chiclana de la Frontera Norte Tramo original Tramo ampliado | 3 3        | 2 carriles por sentido: 1991 3 carriles por sentido: 2009            |
| E-5 A-48     | Variante de Chiclana de la Frontera Tramo original: Chiclana de la Frontera Norte - Chiclana de la Frontera Sur Tramo ampliado: Chiclana de la Frontera Norte - Chiclana de la Frontera Sur | 7 8        | 1 carril por sentido: 1991 2 carriles por sentido: 2002              |
| E-5 A-48     | Chiclana de la Frontera Sur - Conil de la Frontera Sur | 20,7       | 2006                                                                 |
| E-5 A-48     | Conil de la Frontera Sur - Vejer de la Frontera Oeste | 5,6        | 2007                                                                 |
|              | Vejer de la Frontera Oeste - La Janda | 16,1       | Estudio informativo caducado                                         |
|              | La Janda - Facinas | 16,2       | Estudio informativo caducado                                         |
|              | Facinas - Tarifa | 17,1       | Estudio informativo caducado                                         |
|              | Tarifa - Algeciras Oeste A-7 | 17,8       | En redacción de anteproyecto (pendiente someter información pública) |
|              | Nueva Circunvalación Oeste de Algeciras | 12         | Pendiente de estudio informativo                                     |

## Recorrido
| Velocidad | Esquema | Salida | Sentido Algeciras (descendente)                    | Sentido Cádiz (ascendente)                  | Carretera    | Notas |
| --------- | ------- | ------ | -------------------------------------------------- | ------------------------------------------- | ------------ | ----- |
|           |         | 0      | Chiclana de la Frontera 7 Algeciras 105 Málaga 240 | San Fernando 5 Cádiz 13                     | CA-33        |       |
|           |         | 1      |                                                    | Puerto Real Sevilla                         | E-5 A-4 AP-4 |       |
|           |         | 2      | Cambio de sentido                                  | Cambio de sentido                           |              |       |
|           |         | 3      | Chiclana de la Frontera                            | Chiclana de la Frontera                     | N-340        |       |
|           |         | 7      | Chiclana de la Frontera Medina-Sidonia             | Chiclana de la Frontera Medina-Sidonia      | A-390        |       |
|           |         | 10     | Chiclana de la Frontera Playa de La Barrosa        | Chiclana de la Frontera Playa de La Barrosa | N-340a       |       |
|           |         | 15     | Barrio Nuevo La Florida                            | Barrio Nuevo La Florida                     | N-340        |       |
|           |         | 19     | Los Naveros                                        | Los Naveros                                 | CA-3206      |       |
|           |         | 24     | Área de Servicio                                   | Área de Servicio                            |              |       |
|           |         | 26     | Conil de la Frontera                               | Conil de la Frontera                        | N-340        |       |
|           |         | 30     | La Muela                                           | La Muela                                    | CA-4200      |       |
|           |         | 36     | Vejer de la Frontera                               | Vejer de la Frontera                        | A-2229       |       |
|           |         |        | Tarifa 48 Algeciras 66 Málaga 204                  | Cádiz 49                                    | N-340        |       |